# Uitholling overdwars
Uitholling overdwars is de naam van een verzamelalbum van Nederlandse popgroepen dat op initiatief van de Stichting Popmuziek Nederland verscheen in juni 1979 en wat een heropleving van de Nederlandstalige popmuziek markeerde.
Op dit album stonden nummers van twaalf groepen van wie de meesten voor het eerst op de voorgrond traden en enkelen begin jaren 80 populariteit zouden genieten, onder meer:
Toontje Lager, Ivy Green (punk), Dorpsstraat, Nasmak, Noodweer, Braak en Doe Maar (ska).
Het album werd geproduceerd door Fer Abrahams en Jos van Woudenberg. Nadat de plaat op 5 juni in Paradiso ten doop was gehouden werden ter verdere promotie door vier van de bijdragende groepen in de zomer van 1979 gratis optredens gegeven in het Vondelpark.
Het werd al bij de verschijning geprezen als een doorbraak. In september organiseerde Paradiso een dag gewijd aan Uitholling overdwars, met optredens van de bands die nummers hadden geleverd. Hoewel dit wegens brand moest worden afgelast werd er desalniettemin gerept over een "Dutch Wave" in de popmuziek. Eerder timmerde Paradiso reeds aan de weg door het opnemen van "D-Days" (= "Dutch Days") in de programmering. In de jaren 70 leek de Nederlandstalige popmuziek immers even een marginaler fenomeen te zijn geworden, waarin hooguit de zangers Boudewijn de Groot en Peter Koelewijn en de groep Bots serieus en onomwonden kozen voor de eigen taal. 
Noodweer zou een hit scoren met In de disco, en Toontje Lager en Doe Maar zelfs meerdere hits, waarbij de populariteit van deze laatste band naar Nederlandse maatstaven ongekende vormen zou aannemen. De koortsachtige sfeer van adoratie en hysterie bij optredens van Doe Maar in het begin van de jaren tachtig riep beelden in herinnering van de Beatlemania op zijn hoogtepunt in de jaren 60.
Na deze vernieuwende impuls voor de Nederlandstalige popmuziek volgden de hoogtijdagen van Toontje Lager en Doe Maar, twee bands waarvan nummers op dit album stonden, en ook onder meer Normaal, De Dijk, de Frank Boeijen Groep en Het Goede Doel die tijdens deze opleving eveneens grote faam verwierven.